# Cadre-45/2-Weltmeisterschaft 1921

Veranstaltungsort: Paris

Die Cadre-45/2-Weltmeisterschaft 1921 war die 14. Weltmeisterschaft, die bis 1947 im Cadre 45/2 und ab 1948 im Cadre 47/2 ausgetragen wurde. Das Turnier fand vom 21.–25. März 1921 in Paris in Frankreich statt.

## Geschichte
Nach seinem zweiten Platz 1920 wurde mit Arie Bos zum ersten Mal ein Niederländer Cadre-Weltmeister. Mit 182 verbesserte Bos den Amateurweltrekord in der Höchstserie (HS). Aufgestellt wurde der alte Rekord 1914 von Charles Faroux mit 169. Gestartet wurde das Turnier mit sechs Teilnehmern. Der Belgier Pierre Sels brach das Turnier aber nach zwei gespielten Partien ab und die beiden Partien wurden nicht gewertet.

## Turniermodus
Das ganze Turnier wurde im Round-Robin-System bis 500 Punkte gespielt. Bei MP-Gleichstand wird in folgender Reihenfolge gewertet:
1. MP = Matchpunkte
2. GD = Generaldurchschnitt
3. HS = Höchstserie

## Abschlusstabelle
| MP    | Match Points (Sieger = 2; Unentschieden = 1; Verlierer = 0) |
| Pkte. | Erzielte Karambolagen                                       |
| Aufn. | Benötigte Versuche                                          |
| GD    | Generaldurchschnitt                                         |
| BED   | Bester Einzeldurchschnitt eines Spielers                    |
| HS    | Höchstserie                                                 |
|       | Bester GD des Turniers                                      |
|       | Bester ED des Turniers                                      |
|       | Beste HS des Turniers                                       |
|       | 1. Platz (Gold)                                             |
|       | 2. Platz (Silber)                                           |
|       | 3. Platz (Bronze)                                           |

| Platz                      | Name           | MP  | Pkte | Aufn. | GD    | BED   | HS  |
| -------------------------- | -------------- | --- | ---- | ----- | ----- | ----- | --- |
| 1                          | Arie Bos       | 8:0 | 2000 | 94    | 21,27 | 29,41 | 182 |
| 2                          | Charles Faroux | 6:2 | 1777 | 92    | 19,31 | 33,33 | 141 |
| 3                          | Albert Corty   | 4:4 | 1396 | 119   | 11,73 | 18,51 | 125 |
| 4                          | Henk Robijns   | 2:6 | 1597 | 101   | 15,81 | 20,00 | 96  |
| 5                          | Henri Blanc    | 0:8 | 965  | 135   | 7,14  | –     | 42  |
| Turnierdurchschnitt: 14,29 |                |     |      |       |       |       |     |